# Boutiquea
Genre
Boutiquea Le Thomas est un genre de plantes à fleurs de la famille des Annonaceae. Il ne contient qu'une seule espèce, trouvée en Afrique.

## Liste d'espèces
Selon Catalogue of Life (13 janvier 2018) :
- Boutiquea platypetala (Engl. & Diels) Le Thomas

Selon The Plant List (13 janvier 2018) :
- Boutiquea platypetala (Engl. & Diels) Le Thomas

Selon Tropicos (13 janvier 2018) :
- Boutiquea platypetala (Engl. & Diels) Le Thomas